# Agapanthia nigriventris
Agapanthia nigriventris es una especie de escarabajo del género Agapanthia, familia Cerambycidae. Fue descrita científicamente por Waterhouse en 1889.
Habita en Irán y Uzbekistán. Esta especie mide aproximadamente 15 mm y su período de vuelo ocurre en el mes de mayo.